# Joan Soler i Cornet
Joan Soler i Cornet (Manresa, 16 de març de 1895 - Manresa, 23 de maig de 1971) fou un metge i cirurgià manresà.

## Biografia
El seu pare fou el també metge i cirurgià manresà, Francesc Soler i Jovés, que havia estat director de l'Hospital de Sant Andreu de Manresa. Joan Soler va estudiar els estudis primaris a Manresa i va estudiar el batxillerat i medicina a Barcelona. Tot i que no es va llicenciar fins al 1918, ja treballà des del 1914 com a ajudar del Laboratori Microbiològic Municipal de Barcelona sota les ordres del doctor Ramon Turró i Darder, que n'era el director.
El 1926 es va publicar la seva tesi doctoral: Estudio de la apoplejía cerebral en la comarca de Bages.
El doctor Soler i Cornet va morir a causa d'un Infart de miocardi el 23 de maig de 1971.

### Carrera professional
A partir del 1918 va començar a treballar de cirurgià a l'hospital de Sant Andreu de Manresa. El 1929 va començar a treballar al nou Sanatori Sant Josep (en l'actualitat Clínica de Sant Josep de Manresa) i el 1932 treballà al Sanatori de Sant Joan de Déu (en l'actualitat Hospital de Sant Joan de Déu de Manresa). A més a més, també va exercir de forense.
Soler i Cornet va passar a ser el cap de cirurgia de l'hospital el 1932, quan el seu pare va morir. Durant la Guerra Civil va treballar al Sanatori Antituberculós que es va instal·lar al Santuari del Miracle de Riner (Solsonès).
Joan Soler fou nomenat director dels hospitals de Sant Andreu i de Sant Joan de Déu i va presidir l'Assemble Local de la Creu Roja de Manresa entre el 1942 i el 1970, any en què en va esdevenir el president honorari. A més a més, també va exercir de cirurgià al Dispensari Municipal, a la Mútua General de Seguros, a la Mútua Manresana i al Centre Mutual. El 1960, mentre prestava els seus serveis al Jutjat de Primera Instància i Instrucció de Manresa, fou ascendit com a metge forense de primera categoria. El 1965, juntament amb el doctor Josep Badal va crear el Banc de sang de Manresa.
Entre el 1954 i el 1965 fou president de la Junta Comarcal del Bages del Col·legi Oficial de Metges de Barcelona. Entre el 1939 i el 1971 va ocupar diferents càrrecs a la Caixa d'Estalvis de Manresa, de la qual va arribar-ne a ser el vicepresident.

## Obres
Va editar articles a la revista que havia impulsat, Annals de l'Hospital de Sant Andreu. També va redactar una obra no publicada: Topografia Médica de Manresa.

## Premis i homenatges
El 1969 va rebre l'Encomienda de la Orden Civil de Beneficiencia.
L'ajuntament de Manresa li dedicà un carrer amb el nom de carrer del Dr. Joan Soler, situat a la zona de l'hospital de Sant Joan de Déu.